# Saint-Lieux-lès-Lavaur
Saint-Lieux-lès-Lavaur – miejscowość i gmina we Francji, w regionie Oksytania, w departamencie Tarn.
Według danych na rok 1990 gminę zamieszkiwały 432 osoby, a gęstość zaludnienia wynosiła 45 osób/km² (wśród 3020 gmin regionu Midi-Pireneje Saint-Lieux-lès-Lavaur plasuje się na 645. miejscu pod względem liczby ludności, natomiast pod względem powierzchni na miejscu 1120.).